# Riu Haw
|  | No s'ha de confondre amb Haw River. |

El riu Haw és un afluent del riu Cape Fear, d'aproximadament 177 km de longitud, que es troba íntegrament al centre del nord de Carolina del Nord, als Estats Units. Va ser documentat per primera vegada com el "riu Hau" per John Lawson, un botànic anglès, en el seu llibre de 1709 A New Voyage to Carolina. El nom s'escurça de Saxapahaw, del catawba /sak'yápha:/, "piemont, contrafort". El riu dona nom a un petit poble que es va formar a la vora: Haw River (Carolina del Nord).
Té un cabal de 48.915 m3/s a la desembocadura amb el riu Cape Fear.

## Curs
El Haw neix a l'altiplà del Piemont, al nord-est del comtat de Forsyth, prop de la frontera amb el comtat de Guilford, al nord de Kernersville. El riu flueix cap al nord-est, passant al nord d'Oak Ridge i Summerfield al sud del comtat de Rockingham, passant pel parc estatal Haw River, al nord de Greensboro. Aleshores, el riu comença a fluir cap al sud-est mentre es mou a través de la cantonada del comtat de Guilford fins al comtat d'Alamance.
Al comtat d'Alamance, el Haw travessa Ossipee i passa al nord de Burlington i a través de la comunitat no incorporada de Carolina. Recorre el poble de Haw River. Flueix cap al sud i s’uneix amb Great Alamance Creek a Swepsonville i continua fins a Saxapahaw. El riu forma la frontera sud-est del comtat d'Alamance, frontera compartida pel comtat d'Orange i el comtat de Chatham.
El curs del riu Haw continua al sud-est del comtat de Chatham, ja que flueix just al nord de Pittsboro. Aproximadament 19 km al sud-est de la punta del comtat d'Alamance, el Haw desemboca al pantà del llac Jordan, format per la confluència del riu Haw i el riu New Hope. A 6,4 km al sud de la presa del llac Jordan, el riu Haw s'uneix al riu Deep per formar el riu Cape Fear.